# Борец противоядный
Боре́ц противоя́дный, или Борец дубравный, или Борец желтеющий (лат. Aćonitum anthóra) — многолетнее травянистое растение, вид рода Борец (Aconitum) семейства Лютиковые (Ranunculaceae).

## Распространение и экология
Ареал вида охватывает Европу (восток Австрии, Чехословакия, Венгрия, Швейцария, Югославия, север Италии, Румыния, юг Франции, север Испании); Кавказ (Азербайджан, Грузия, Предкавказье, Дагестан); Европейскую часть России, включая Крым; Украину; Казахстан, Алтай, Западную и Восточную Сибирь.
Растёт на степных, реже заливных и суходольных лугах, в зарослях степных кустарников, в разреженных горных (лиственничных) лесах, по травянистым и каменистым склонам, долинам горных рек, по альпийским лугам и тундрам, на моренах около ледников.

## Ботаническое описание

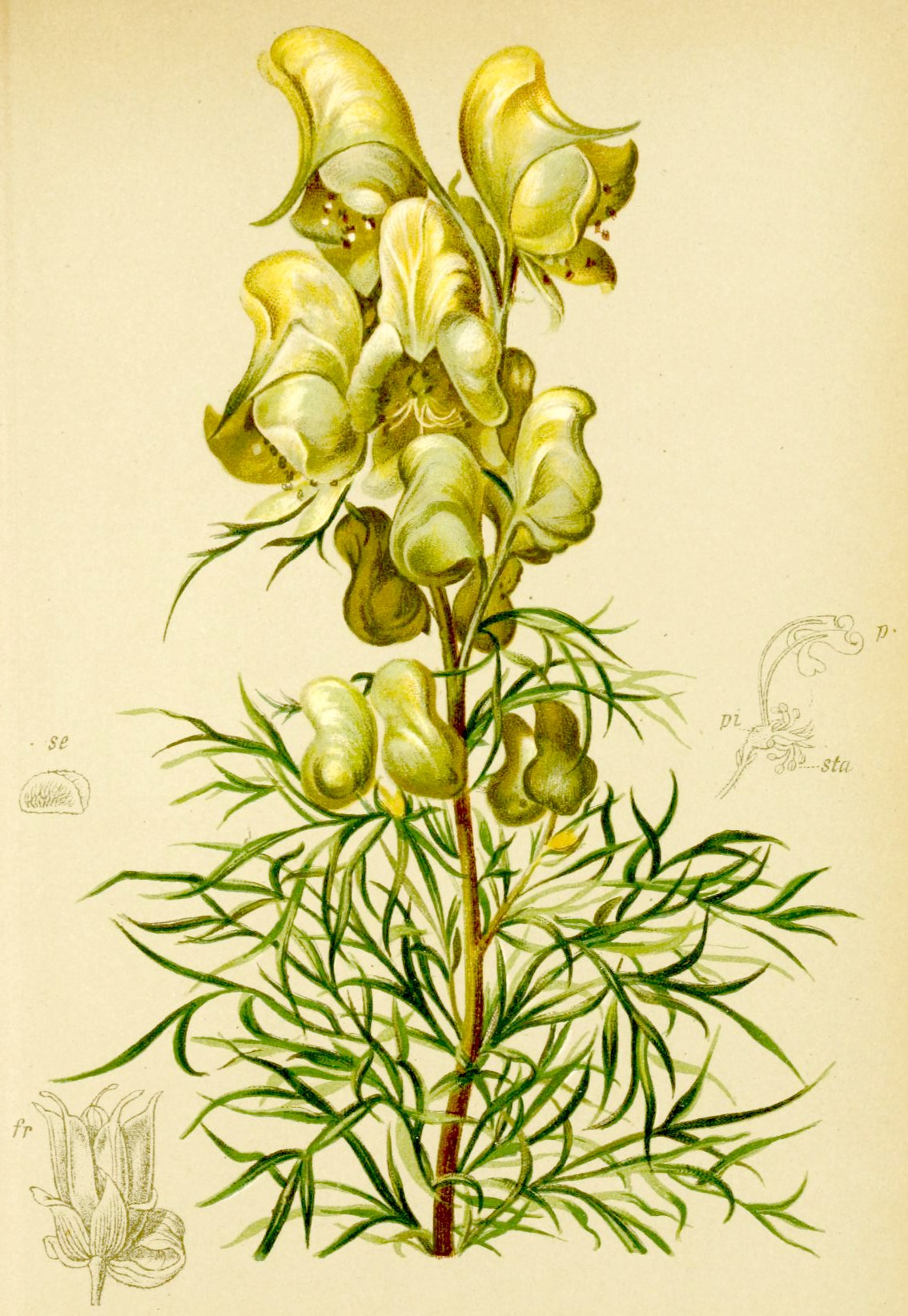
Ботаническая иллюстрация из книги «Atlas der Alpenflora», 1882 г.

Клубни яйцевидные или продолговатые, длиной до 5 см, шириной 1,5 см.
Стебель прямой, высотой 15—100 см, в нижней части обыкновенно малолистный и голый, в верхней же покрыт более или менее плотно коротким пушком или отстоящими волосками.
Листья длиной 1,5—7 см, шириной 2—10 см, пальчато-многораздельные на узкие, линейные или линейно-ланцетные доли шириной 3—4 мм. Нижние — длинночерешковые, верхние — на коротких черешках.
Соцветие — конечная, простая или ветвистая кисть длиной 6—40 см. Цветки жёлтые, редко жёлтые с синеватым оттенком, тёмно-фиолетовые или синеватые. Шлем широко-округлый, повыше носика более или менее вогнутый, длиной 8—20 см, шириной 8—15 мм на уровне носика, высотой 7—12 мм. Боковые доли околоцветника округло-треугольные, длиной около 1,7 см и шириной около 1,5 см; нижние доли — неравные, длиной около 1,7 см и шириной от 0,5 до 0,7 см. Нектарники с выемкой под головчатым шпорцем, узкой пластинкой и очень крупной, кверху загнутой, двулопастной губой, 2—3 мм в поперечнике; тычинки с расширенной нижней частью, с зубцами в средней части или без них; пестиков и листовок 5, по большей части пушистые, реже голые.
Формула цветка: {\displaystyle \uparrow K_{5}\;C_{2}\;A_{\infty }\;G_{5}}.
Семена трёхгранные, по рёбрам не широко плёнчато-крылатые.
|                                          |  |
| Слева направо: Цветки (увеличено). Лист. |  |

## Химический состав
У борца противоядного химический состав отличается от всех других растений рода. По данным академика АН СССР Александра Орехова, надземные части растения содержат два алкалоида: анторин и псевдоанторин, различающиеся между собой степенью растворимости в эфире. Клубни (обычно ядовитые у других аконитов) у этого вида совершенно безвредны. Более того, они содержат особый алкалоид, близкий по структуре к неядовитому алкалоиду атизину: последний, по некоторым данным, является антагонистом аконитинов и может служить их противоядием. В семенах содержится эфирное масло.

## Хозяйственное значение и применение
Подземные части охотно поедаются кабаном. Скотом не поедается.
Применялся в народной медицине.
Трава применяется от родимчика и импотенции. Отвар стебля пьют при воспалении мочевого пузыря. Причём считается, что двух-трёхкратный приём отвара избавляет от этого хронического заболевания. Установлены гипертензивное и противоаритмическое действия отвара и настойки травы.
Корень применяется от туберкулёза, паралича и импотенции. Корнеплоды едят сухими или делают настой на водке, который пьют и делают из него примочки к больным местам. В Молдавии препараты из клубней аконита противоядного применяют при невралгиях, простуде, ревматизме и других заболеваниях.
В гомеопатии используют при невралгии, мигрени, простудных заболеваниях, ревматизме, подагре.
Растение, особенно корни, считается противомалярийным и глистогонным средством, а также как противоядие при отравлении другими аконитами.
Растение декоративное. Известны садовые формы и сорта.
Применяется как инсектицид. Против зелёной яблочной тли, малинового жука, рапсового листоеда, а также как ратицид.

## Классификация

### Таксономия[11]
Aconitum anthora L., 1753, Sp. Pl. : 532
Вид Борец противоядный относится к роду Борец (Aconitum) семейства Лютиковые (Ranunculaceae) порядка Лютикоцветные (Ranunculales). Кладограмма в соответствии с Системой APG IV по состоянию на июнь 2023 года:
|  |                                      |  |                                   |                                   |                     |  | ещё 6 семейств | ещё 6 семейств |                    |  |  |  | еще 333 подтвержденных вида и 143 таксона, ожидающих подтверждения |
|  |                                      |  |                                   |                                   |                     |  | ещё 6 семейств | ещё 6 семейств |                    |  |  |  | еще 333 подтвержденных вида и 143 таксона, ожидающих подтверждения |
|  |                                      |  |                                   | порядок Лютикоцветные             |                     |  |                |                | род Борец          |  |  |  |                                                                    |
|  |                                      |  |                                   | порядок Лютикоцветные             |                     |  |                |                | род Борец          |  |  |  |                                                                    |
|  | отдел Цветковые, или Покрытосеменные |  |                                   |                                   | семейство Лютиковые |  |                |                | Борец противоядный |  |  |  |                                                                    |
|  | отдел Цветковые, или Покрытосеменные |  |                                   |                                   | семейство Лютиковые |  |                |                |                    |  |  |  |                                                                    |
|  |                                      |  | ещё 63 порядка цветковых растений | ещё 63 порядка цветковых растений |                     |  |                | ещё 53 рода    | ещё 53 рода        |  |  |  |                                                                    |
|  |                                      |  |                                   | ещё 63 порядка цветковых растений |                     |  |                |                | ещё 53 рода        |  |  |  |                                                                    |

### Синонимы
- Aconitum anthora f. collinum  Schur
- Aconitum anthora f. jacquinii  Rchb.
- Aconitum anthora subsp. confertiflorum  (DC.)  Vorosch.
- Aconitum anthora subsp. nemorosum  (Bieb.  ex  Reichenb.)  Vorosch.
- Aconitum anthora var. anthoroideum  (DC.)  Regel
- Aconitum anthora var. confertiflorum  DC.
- Aconitum anthora var. patulum  Rouy  &  Foucaud
- Aconitum anthora var. velutinum  Rchb.
- Aconitum anthora var. versicolor  Steven  ex  Ser.
- Aconitum anthoroideum  DC.
- Aconitum anthorum  St.-Lag.
- Aconitum candollei  Rchb.  ex  Steud.
- Aconitum coeruleum  Blocki
- Aconitum confertiflorum  (DC.)  Gáyer
- Aconitum confertiflorum var. armenum  Vorosch.
- Aconitum confertiflorum var. armenum  Vorosch.  ex  Luferov
- Aconitum confertiflorum var. pumilum  Kem.-Nath.
- Aconitum confertiflorum var. versicolor  (Steven  ex  Ser.)  Luferov
- Aconitum decandollei  Rchb.
- Aconitum eulophum  Rchb.
- Aconitum inclinatum  Sweet
- Aconitum jacquinii  Rchb.
- Aconitum nemorosum  M.Bieb.  ex  Rchb.
- Aconitum nemorosum  Bieb.  ex  Reichenb.
- Aconitum ochroleucum  Salisb.
- Aconitum pallasii  Rchb.
- Aconitum pseudanthora  Wender.
- Aconitum pseudanthora  Blocki  ex  Pacz.
- Aconitum pyrenaicum  Pall.
- Aconitum tuberosum  Patr.  ex  Rchb.
- Aconitum versicolor  Ster.  ex  Ledeb.
- Anthora saxatilis  Fourr.
- Anthora versicolor  Steven  ex  Ser.
- Delphinium anthora  Baill.